# Diablos danzantes de San Rafael de Orituco
Los Diablos Danzantes de San Rafael de Orituco representan una agrupación religiosa cultural, tradicional de la localidad de San Rafael de Orituco, en el Estado Guárico.
Esta Agrupación cumple con la manifestación religiosa que se muestra básicamente en la fiesta de Corpus Christi, el noveno jueves después del Jueves Santo, y el día de San Juan Bautista, el 24 de junio de cada año; además de cumplir con una parte tradicional de 7 salidas o trochas cada año, como pago de promesas de aquellas personas que establecen tal compromiso, el cual se debe llevar a cabo durante 7 años en forma ininterrumpida.
El día Jueves 6 de diciembre de 2012 son nombrados patrimonio cultural inmaterial de la humanidad por la UNESCO junto con otras 10 cofradías del país, durante una asamblea de esta organización en la ciudad de París, Francia.

## Descripción turística
San Rafael de Orituco es una pintoresca población del estado Guárico, que muestra con orgullo la tradición llanera permitiéndole a sus visitantes disfrutar al máximo de la experiencia de vivir el llano adentro.
La fiesta de los Diablos Danzantes de San Rafael de Orituco se remonta a la época de la Colonia. Esta es la única cofradía donde se toca el cuatro y la tambora a la vez.
Los diablos usan trajes rojos y negros, con capas que los cubren desde los hombros hasta las rodillas. Las máscaras son gigantescas con trompas alargadas, de colores llamativos y apariencia maligna. La vestimenta está cruzada con el color rojo y el negro, para cuidarse del demonio.
Esta sociedad es particular por permitir la participación de las mujeres, la llaman “la diabla” y durante su baile coquetea con los otros diablos para sonsacarlos mientras suena la música. Aunque puede bailar más de una, no pueden ser más que los diablos; su traje es un vestido floreado de mangas largas y su máscara debe ser redonda.

## Declaración de Patrimonio Cultural Inmaterial de la Humanidad
Los Diablos danzantes de Tinaquillo ingresaron, junto con otras 11 cofradías del país, a la lista representativa del Patrimonio Cultural Inmaterial de la Humanidad que aprueba la Organización de la Naciones Unidas para la Educación, Ciencia y la Cultura (Unesco), en París, el 6 de diciembre del año 2012.